# Mechren'ga
La Mechren'ga (in russo Мехреньга?) è un fiume della Russia europea, affluente di destra della Ëmca, nel bacino della Dvina settentrionale. Scorre nell'Oblast' di Arcangelo, nei rajon Pleseckij e Cholmogorskij e nel distretto della città di Mirnyj.

## Descrizione
Il fiume ha origine dal piccolo lago Savozero; nella sua parte superiore, il Mechren'ga scorre attraverso il territorio del distretto Pleseckij descrivendo un ampio arco (con la curva a est), per il resto della sua lunghezza scorre verso nord. Nel corso superiore scorre attraverso due laghi: Ora e Čölmus, la corrente è veloce, ci sono molte rapide. La larghezza del canale varia da 10 a 25 m; nel corso medio la corrente è piuttosto calma, la larghezza del canale è fino a 40 m. Nella parte inferiore scorre in una pianura alluvionale, la larghezza del canale è 50-70 m. Sfocia nella Ëmca a 68 km dalla foce, vicino al villaggio di Ust'-Mechren'ga. Ha una lunghezza di 231 km, il suo bacino è di 5 080 km².
I suoi maggiori affluenti sono: Šorda (lungo 111 km) e Puksa (106 km) ambedue provenienti dalla sinistra idrografica.

## Fauna ittica
Il temolo è più comune tra i pesci che popolano il fiume; vivono anche lucci e bottatrici. Dopo la chiusura di un'industria del legno, il salmone ha cominciato ad entrare nella Mechren'ga.